# Bbno$
bbno$ (prononcé « Baby No Money »), de son vrai nom Alexander Leon Gumuchian, né le 30 juin 1995 à Vancouver, au Canada, est un rappeur, chanteur et compositeur canadien.
Il est principalement connu pour avoir fait, en duo avec le producteur Y2K, Lalala, devenu rapidement connu grâce aux réseaux sociaux et était dans le top 50 des musiques sur la plateforme Spotify en 2019.

## Biographie

### Enfance et formation
Alexander naît le 30 juin 1995 à Vancouver au Canada dans une famille d’origine suisse,  française et arménienne. En grandissant, sa mère l'avait encouragé à apprendre le piano mais il avait toujours lutté avec la théorie musicale. Gumuchian prétend qu'il était bon avec le rythme et qu'il aimait jouer du djembé, mais qu'il n'écoutait pas de musique pour les loisirs jusqu'à l'âge de 15 ans.

### Carrière
Alexander a commencé à écrire et composer après avoir subi une blessure au dos qui l'a empêché de poursuivre son rêve de nageur professionnel.
Il s'est intéressé au rap et à la production musicale en 2014 en expérimentant sur GarageBand avec un groupe d'amis.

### Vie privée
Alexander a vécu et vit actuellement à Vancouver mais a déjà vécu une partie de son adolescence à Kelowna, lorsqu’il a reçu son diplôme de kinésithérapeute de l’Université de Colombie-Britannique.

## Discographie

### Albums studio
- 2018 : bb steps
- 2019 : recess
- 2019 : i don't care at all
- 2020 : Baby Gravy 2 (avec Yung Gravy)
- 2020 : good luck have fun
- 2021 : eat ya veggies
- 2022 : bag or die
- 2023 : Baby Gravy 3 (avec Yung Gravy)

### EPs
- 2017 : Baby Gravy EP (avec Yung Gravy)
- 2018 : moneytalk (avec Juelz)
- 2018 : Babydrip (avec SwuM)
- 2018 : whatever (avec So Loki (en))
- 2021 : my oh my
- 2024 : two

### Singles
- 2016 : run it up
- 2016 : damn (avec Lzr)
- 2017 : lets go
- 2017 : thots (avec MIA GLADSTONE et Cig.Margot)
- 2017 : mmmyea (avec Trippy tha Kid)
- 2017 : lit like candle (avec nowill)
- 2017 : Pay Attention
- 2017 : bandead (avec Cig.Margot)
- 2017 : how i do (avec Cig.Margot et Al Rocco)
- 2017 : run this shit (avec Yung Gravy et Downtime)
- 2017 : benihana (avec Yung Gravy et Sonn)
- 2017 : Boomin (avec Yung Gravy)
- 2017 : zoom
- 2017 : wonkybish (avec Trippy tha Kid et Senojnayr)
- 2017 : scooter (avec Lzr)
- 2017 : Whippin (avec Yung Gravy)
- 2017 : ferrari fitness (avec Futon et Lentra)
- 2017 : dunkaroos (avec Lzr)
- 2017 : what hook? (avec Trippy tha Kid et Howl)
- 2017 : Baby Gravy 3 (avec Yung Gravy)
- 2019 : Lalala (avec Y2K)
- 2022 : pogo (avec Diplo)
- 2022 : topgun
- 2022 : Charizard (avec Lorenzo)
- 2025 : check
- 2025 : antidepressants
- 2025 : boom
- 2025 : mary poppins
- 2025 : 1-800 (avec Ironmouse)

## Distinctions

### Nominations
- 2020 : Juno du choix des fans
- 2020 : Juno de l'artiste révolutionnaire de l'année
- 2022 : Juno du choix des fans
- 2025 : TikTok Juno Fan Choice[9]